# Serrat de Coron
El Serrat de Coron és una muntanya de 907 metres que es troba al municipi d'Àger, a la comarca catalana de la Noguera.